# Hieracium marjokense
Hieracium marjokense es una especie de planta con flor del género Hieracium, de la familia Asteraceae, orden Asterales.

## Distribución
Hieracium marjokense se distribuye por Rusia.

## Taxonomía
Fue descrita científicamente por (Norrl.) Schljakov.